# Lygosoma haroldyoungi
Lygosoma haroldyoungi är en ödleart som beskrevs av  Taylor 1962. Lygosoma haroldyoungi ingår i släktet Lygosoma och familjen skinkar. IUCN kategoriserar arten globalt som livskraftig. Inga underarter finns listade i Catalogue of Life.